# Camino de Oregón (película)
Camino de Oregón es un wéstern estadounidense del año 1967 dirigido por Andrew V. McLaglen y con actuación de Kirk Douglas, Robert Mitchum, Richard Widmark, y Sally Field. 
Se basó en la novela homónima, ganadora del Premio Pulitzer y obra de A. B. Guthrie Jr. La película contó con la dirección de fotografía en exteriores de William H. Clothier. Sam Elliott hizo su debut cinematográfico como un miembro del concejo en Misuri (sin acreditar).

## Argumento
El senador estadounidense William Tadlock (Kirk Douglas) abandona su hogar en Missouri en el año 1843, en dirección oeste en el sendero de Oregón en un vagón de tren. Llegan su hijo y su esclavo, con Dick Summers (Robert Mitchum) como guía contratado. Se unieron a ellos en la expedición el granjero Lije Evans (Richard Widmark), su esposa Rebecca (Lola Albright) y su hijo Brownie (Michael McGreevey) de 16 años. Entre otros también están los recién casados Johnnie (Michael Witney) y Amanda Mack (Katherine Justice), además de las familias Fairman y McBee.
La joven y tímida esposa Amanda no satisface sus necesidades, por lo que Johnnie se emborracha y se desvía con la joven Mercy McBee (Sally Field). También dispara a lo que él cree borracho que es un lobo, y termina matando al hijo de un jefe sioux . Tadlock sabe que ninguna otra forma de justicia le servirá a los indios si el vagón los persigue por venganza, por lo que cuelga a Johnnie, por la seguridad de la parte que viaja, pero para su indignación. En el camino, resulta que Mercy ahora también está embarazada, y Brownie le propone matrimonio.
El hijo de Tadlock es asesinado en una estampida, lo que hace que el senador esté tan angustiado que se vuelve duro y despótico hacia sus cargos. El colmo llega cuando Tadlock destruye el reloj antiguo de Rebecca Evans después de que Lije Evans se niega a abandonarlo. Una pelea se produce cuando Tadlock es atacado por Evans, por lo que Tadlock toma represalias tratando de disparar a Evans, solo para que Summers lo detenga. Los otros forman una mafia de linchamiento e intentan colgar a Tadlock, pero Evans los rechaza y ahora se hace cargo de la caminata.
Casi al final, la caminata llega a un barranco empinado, que ofrece el único acceso directo a su destino. Rebecca Evans muestra el gran plan de los demás Tadlock, y Evans cede el mando a Tadlock. Los colonos bajan sus posesiones, ganado y unos a otros por la escarpada escarpa para llegar al camino del carro hacia el valle de Willamette . Emocionalmente destruida por la pérdida de Johnnie, Amanda Mack corta la cuerda sobre la que Tadlock desciende, lo que hace que el senador se hunda hasta su muerte. Amanda se escapa al desierto, pero los demás, después de conmemorar los esfuerzos de Tadlock, continúan hacia Oregon. Summers se queda atrás, partiendo hacia partes desconocidas.

## Producción
La película es notable por ser el primer gran presupuesto para una película de vaqueros desde la década de 1930 con John Wayne en su espectáculo La gran jornada, para mostrar pioneros bajar un vagón de tren por un barranco con cuerdas.
Esta fue la segunda vez que Mitchum y Douglas aparecieron juntos en una película desde Out of the Past en 1947, después de The List of Adrian Messenger en 1963. Douglas había filmado previamente otra novela de AB Guthrie, The Big Sky.
La filmación tuvo lugar en Tucson, Arizona, y en varios lugares de Oregón, incluido Bend Christmas Valley, las dunas de arena y el bosque perdido Crooked River Gorge.

## Elenco
- Kirk Douglas: el senador William J. Tadlock
- Robert Mitchum: Dick Summers.
- Richard Widmark: Lije Evans.
- Lola Albright: Rebecca Evans.
- Jack Elam: el predicador Weatherby.
- Michael Witney: Johnnie Mack.
- Sally Field: Mercy McBee.
- Stubby Kaye: Sam Fairman.
- Katherine Justice: Amanda Mack.
- Michael McGreevey: Brownie Evans
- Connie Sawyer: la Sra. McBee
- Harry Carey, Jr.: Mr. McBee
- Paul Lukather: Mr. Turley
- Eve McVeagh: Mrs. Masters
- Paul Wexler: Barber (sin acreditar).
- Sam Elliott: un miembro de concejo (sin acreditar).